# Mezzaluna
Mezzaluna is een plaats (frazione) in de Italiaanse gemeente Mentana.